# Barbara Ledermann

Jeker School Amsterdam, die Barbara Ledermann gemeinsam mit Margot Frank, Eva Schloss und Sanne Ledermann besuchte.

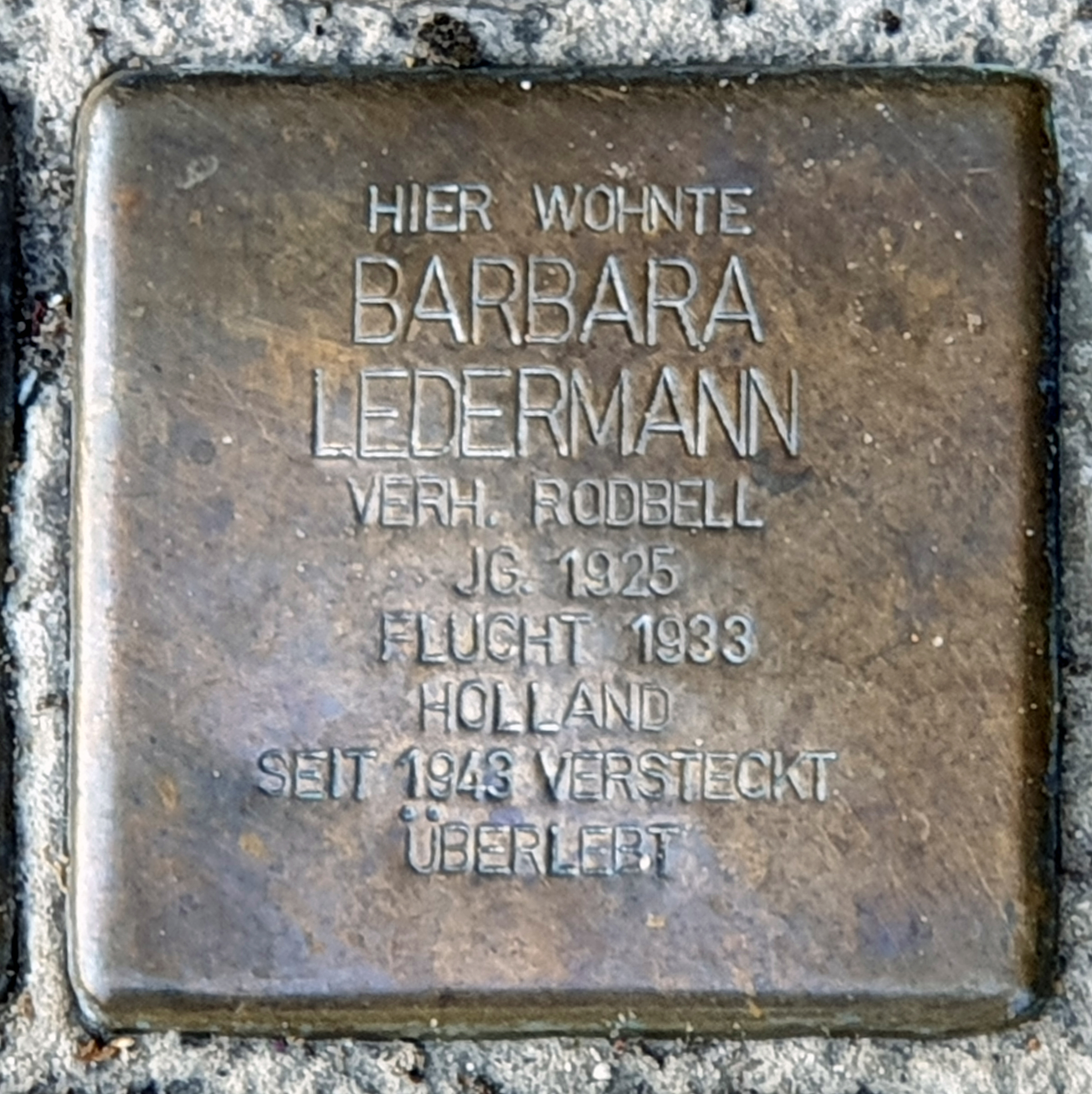
Stolperstein am Haus, Genthiner Straße 14, in Berlin-Tiergarten

Barbara Rodbell-Ledermann (* 4. September 1925 in Berlin als Barbara Ledermann) ist eine deutsche Holocaustüberlebende. Sie ist die Schwester von Sanne Ledermann und war eine gute Freundin Margot Franks.

## Leben
Barbara Ledermann wurde 1925 als erste Tochter des Wirtschaftsanwalts und Notars Franz Ledermann (1889–1943) und dessen Ehefrau Ilse Luise Ledermann-Citroën (1904–1943) in Berlin geboren. Ihre Schwester Sanne (1928–1943) war drei Jahre jünger als sie. Nach der nationalsozialistischen Machtergreifung verlor Franz Ledermann durch das Gesetz über die Zulassung zur Rechtsanwaltschaft zahlreiche Mandanten. Als jüdischer Anwalt durfte er nur noch Juden vertreten und musste schließlich seine Kanzlei schließen. Er emigrierte 1933 mit seiner Familie in die Niederlande, wo Verwandte seiner Frau lebten. Ledermann ließ sich mit Frau und Kindern in Amsterdam nieder, wo er mit Hans Goslar eine Beratungsstelle für jüdische Emigranten eröffnete. Im Jahr 1940 gerieten die Niederlande unter deutsche Besatzung. Barbara und ihre Schwester Sanne mussten von da an eine jüdische Schule besuchen. Am 16. November 1943 wurde die Familie in das KZ Auschwitz-Birkenau deportiert und am 19. November 1943 nach der Ankunft in der Gaskammer ermordet. Nur Barbara überlebte. Sie versteckte sich bis Mai 1945, als Amsterdam von kanadischen Truppen befreit wurde. Sie wanderte im November 1947 in die Vereinigten Staaten aus. Sie heiratete den Wissenschaftler und späteren Nobelpreisträger Martin Rodbell.  Mit ihm hat sie vier Kinder. Barbara Rodbell-Ledermann, inzwischen verwitwet, lebt bis heute in North Carolina.

## Ehrungen
Am 8. September 2022 wurden vor ihrem ehemaligen Wohnort, Berlin-Tiergarten, Genthiner Straße 14, Stolpersteine für sie und ihre Familie verlegt.